# Прва интифада
Прва интифада (арап. الانتفاضة الأولى), такође позната као Прва палестинска интифада, била је континуирани низ ненасилних протеста, чинова грађанске непослушности и нереда које су спроводили Палестинци на палестинским територијама које је окупирао Израел и у Израелу. Мотивисана је колективном палестинском фрустрацијом због израелске војне окупације Западне обале и Појаса Газе, која се приближавала двадесетогодишњици, након Арапско-израелског рата 1967. године. Устанак је трајао од децембра 1987. до Мадридске конференције 1991. године, иако неки датирају завршетак устанка 1993. године када су потписани споразуми из Осла.
Интифада је почела 9. децембра 1987. године у избегличком кампу Џабалија након што се израелски возач камиона сударио са паркираним цивилним возилима, усмртивши четири палестинска радника, од којих су тројица била из избегличког кампа. Палестинци су тврдили да је судар био намерни одговор на убиство Израелца у Гази неколико дана раније. Израел је негирао да је судар, који се догодио у време појачаних тензија, био намеран или координисан. Палестински одговор окарактерисали су протести, грађанска непослушност и штрајкови, са прекомерним насилним одговором израелских снага безбедности. Било је графита, барикада‍:190 и широко распрострањеног бацања камења и Молотовљевих коктела на израелску војску и њену инфраструктуру на Западној обали и у Појасу Газе, што је било у супротности са цивилним напорима, који су укључивали генералне штрајкове, бојкоте израелских институција цивилне администрације у Појасу Газе и на Западној обали. Еекономски бојкот се састојао од одбијања рада у израелским насељима на израелским производима, одбијања плаћања пореза и одбијања вожње са израелским дозволама.
Израел је као одговор распоредио око 80.000 војника. Израелске контрамере, које су у почетку укључивале употребу бојеве муниције, често у случајевима нереда, критиковала је организација Human Rights Watch као несразмерне, поред прекомерне употребе смртоносне силе од стране Израела. У првих 13 месеци, убијено је 332 Палестинаца и 12 Израелаца. Слике израелских војника који туку адолесценте палицама заменили су испаљивањем полусмртоносних пластичних метака. Током целе шестогодишње интифаде, израелска војска је убила најмање 1.087 Палестинаца, од којих су најмање 240 била деца.
Међу Израелцима је убијено 100 цивила и 60 израелских војника, често од стране милитаната ван контроле УНЛУ-а Интифаде, а више од 1.400 израелских цивила и 1.700 војника је повређено. Палестинско насиље према Палестинцима такође је било истакнута карактеристика Интифаде, са широко распрострањеним погубљењима. Процењено је да је 822 Палестинаца погубљено због наводне колаборације са израелским властима (1988–април 1994). У то време, Израел је наводно добио информације од око 18.000 Палестинаца који су били компромитовани, иако је мање од половине имало доказан контакт са израелским властима.
Друга интифада која је уследила одвијала се од септембра 2000. до 2005. године.

## Позадина
Према речима Мубарака Авада, палестинског америчког клиничког психолога, Интифада је била протест против израелске репресије која је укључивала „премлаћивања, пуцњаве, убиства, рушење кућа, чупање дрвећа, депортације, продужена затварања и притварања без суђења“. У годинама пре Интифаде, Авад је био „међу најватренијим заговорницима ненасилне борбе“, основавши Палестински центар за проучавање ненасиља.
Након што је Израел освојио Западну обалу, Јерусалим, Синајско полуострво и Појас Газе од Јордана и Египта у Шестодневном рату 1967. године, фрустрација међу Палестинцима на територијама које је окупирао Израел је расла. Израел је отворио своје тржиште рада Палестинцима на новоокупираним територијама, који су регрутовани углавном за обављање неквалификованих или полуквалификованих радних места које Израелци нису желели. До времена Интифаде, преко 40 процената палестинске радне снаге радило је свакодневно у Израелу. Поред тога, израелска експропријација палестинске земље, висока стопа наталитета на Западној обали и у Појасу Газе и ограничена додела земљишта за нову изградњу и пољопривреду створили су услове обележене растућом густином насељености и растућом незапосленошћу, чак и за оне са универзитетским дипломама. У време Интифаде, само један од осам Палестинаца са факултетским образовањем могао је да пронађе посао за који је био квалификован. Ово је било повезано са ширењем палестинског универзитетског система који је опслуживао људе из избегличких кампова, села и малих градова, стварајући нову палестинску елиту из нижих друштвених слојева која је била активнија и склонија сукобу са Израелом. Према израелском историчару и дипломати Шлому Бен-Амију у његовој књизи „Ожиљци рата, ране мира“, Интифада је такође била побуна против Палестинске ослободилачке организације (ПЛО). Бен-Ами описује ПЛО као бескомпромисну организацију која се ослања на међународни тероризам, за који каже да је погоршао палестинско незадовољство.
Израелски лабуристички лидер Јицак Рабин, тадашњи министар одбране, додао је депортације у августу 1985. израелској политици „гвоздене песнице“ против палестинског национализма.‍:94–95 Уследило је 50 депортација у наредне 4 године, праћено економском интеграцијом и повећањем броја израелских насеља, тако да се јеврејска популација насељеника само на Западној обали скоро удвостручила са 35.000 у 1984. на 64.000 у 1988. години, достигавши 130.000 до средине деведесетих. Осврћући се на овај развој догађаја, израелски министар економије и финансија, Гад Јакоби, изјавио је да „спори процес де факто анексије“ доприноси растућој милитантности у палестинском друштву.
Током 1980-их, бројни водећи израелски политичари позивали су се на политику пресељења палестинског становништва са територија, што је довело до страха међу Палестинцима да Израел планира да их исели. Јавне изјаве у којима се позива на пресељење палестинског становништва дали су, између осталих, заменик министра одбране Мајкл Декел, министар у кабинету Мордехај Ципори и министар у влади Јосеф Шапира. Описујући узроке Интифаде, Бени Морис помиње „свепрожимајући елемент понижења“, изазван дуготрајном окупацијом за коју каже да је „увек била брутално и понижавајуће искуство за окупиране“ и да је била „заснована на грубој сили, репресији и страху, сарадњи и издаји, премлаћивањима и мучењима, као и на свакодневном застрашивању, понижењу и манипулацији“.

### Окидач за устанак
Иако се катализатор за Прву интифаду генерално датира од инцидента са камионом у којем је погинуло неколико Палестинаца на прелазу Ерез у децембру 1987. године, Мазин Кумсијех тврди, супротно Доналду Нефу, да је устанак почео са вишеструким омладинским демонстрацијама раније у претходном месецу. Неки извори сматрају да је неуспех ИДФ-а крајем новембра 1987. да заустави палестинску герилску операцију, Ноћ једрилица, у којој је погинуло шест израелских војника, помогао да се локални Палестинци побуне.
Масовне демонстрације су се догодиле годину дана раније када су, након што су два студента из Газе на Универзитету Бирзеит упуцани од стране израелских војника на кампусу 4. децембра 1986. године. Израелци су одговорили оштрим казненим мерама према демонстрантима, укључујући хапшење, притварање и систематско премлаћивање палестинских младића са лисицама на рукама, бивших затвореника и активиста, од којих је око 250 било притворено у четири ћелије унутар преуређеног војног кампа, познатог у народу као Ансар 11, изван града Газе.
Политика депортације је уведена ради застрашивања активиста у јануару 1987. године. Насиље се наставило и када су израелски војници убили дечака из Кан Јуниса, јурећи га џипом. Током лета, поручник ИДФ-а Рон Тал, који је био задужен за чување притвореника у Ансару 11, убијен је из непосредне близине док је био заглављен у саобраћајној гужви у Гази. Полицијски час којим је становницима Газе забрањено напуштање домова уведен је на три дана, током исламског празника Курбан-бајрама. У два инцидента 1. и 6. октобра 1987. године, ИДФ је из заседе напао и убио седам мушкараца из Газе, наводно повезаних са Исламским џихадом, који су побегли из затвора у мају. Неколико дана касније, седамнаестогодишња ученица, Интисар ел Атар, упуцана је у леђа док је била у свом школском дворишту у Деир ел Балаху од стране досељеника у Појасу Газе, који је тврдио да је девојчица бацала камење. Арапски самит у Аману у новембру 1987. године фокусирао се на иранско-ирачки рат, а палестинско питање је први пут после много година гурнуто на сенку.

## Хронологија устанка

### Израелска окупација и палестински немири
Израелски продор на окупиране територије изазвао је спонтане акте отпора, али је администрација, спроводећи политику „гвоздене песнице“ колективног кажњавања, укључујући депортације, рушење кућа, полицијски час, колективно кажњавање и сузбијање политичких и образовних институција, била уверена да је палестински отпор исцрпљен. Процена да ће немири пропасти показала се погрешном.
Дана 8. децембра 1987. године, израелски камион се на контролном пункту Ерез закуцао у низ аутомобила са Палестинцима који су се враћали са посла у Израелу. Четири Палестинца, од којих троје становници избегличког кампа Џабалија, највећег од осам избегличких кампова у Појасу Газе, су погинула, а седам је тешко повређено. Саобраћајном инциденту је сведочило стотине палестинских радника који су се враћали кући са посла. Сахране, којима је те вечери присуствовало 10.000 људи из кампа, брзо су довеле до великих демонстрација. Кампом су се прошириле гласине да је инцидент био чин намерне одмазде за убиство ножем израелског бизнисмена, убијеног док је куповао у Гази два дана раније. Следећег дана, 9. децембра, палестински тинејџери су бацали камење, а ИДФ је саопштио да су бачени и Молотовљеви коктели на војна возила. ИДФ је почео да пуца на демонстранте, убивши 17-годишњег Хатема ел-Сесија и ранивши 16 других.
Дана 9. децембра, неколико популарних и професионалних палестинских лидера одржало је конференцију за новинаре у Западном Јерусалиму са израелском лигом за људска и грађанска права као одговор на погоршање ситуације. Док су се састајали, стигли су извештаји да су демонстрације у кампу Џабалија у току и да су израелски војници убили седамнаестогодишњег Палестинца (након што је, како је тврдила израелска војска, група Палестинаца бацила Молотовљеве коктеле на њихово возило). Касније ће убијени младић постати познат као први мученик Интифаде.
Протести су се брзо проширили на Западну обалу и Источни Јерусалим. Млади су преузели контролу над насељима, затворили кампове барикадама од смећа, камења и запаљених гума, сусрећући се са војницима који су покушавали да се пробију помоћу Молотовљевих коктела. Палестински власници продавница затворили су своје радње, а радници су одбили да дођу на посао у Израелу. Израел је ове активности дефинисао као „нереде“ и оправдао репресију као неопходну за обнављање „закона и реда“. У року од неколико дана окупиране територије је захватио талас демонстрација и комерцијалних штрајкова невиђених размера. Мете су биле војна возила, израелски аутобуси и израелске банке. Ниједно од десетак израелских насеља није нападнуто и није било израелских жртава од бацања камења на аутомобиле у овом раном периоду демонстрација. Подједнако невиђен био је обим масовног учешћа у овим немирима: десетине хиљада цивила, укључујући жене и децу. Израелске снаге безбедности користиле су комплетан арсенал мера за контролу масе како би покушале да угуше немире: палице, сузавац, водене топове, гумене метке и бојеву муницију. Немири су само добијали на замаху.
Убрзо је дошло до широко распрострањеног бацања камења, блокирања путева и паљења гума широм територија. До 12. децембра, шест Палестинаца је погинуло, а 30 је повређено. Следећег дана, изгредници су бацили Молотовљев коктел на амерички конзулат у источном Јерусалиму и нико није повређен. Реакција израелске полиције и војске такође је довела до бројних повреда и смртних случајева. Израелске одбрамбене снаге су убиле много Палестинаца на почетку Интифаде, већину убијених током демонстрација и нереда. Пошто је у почетку велики део убијених био цивила и младића, Јицак Рабин је усвојио резервну политику „смелости, моћи и батина“.‍:426 Израел је користио масовна хапшења Палестинаца, спроводио је колективне казне попут затварања универзитета на Западној обали током већине година Интифаде и школа на Западној обали на укупно 12 месеци. Универзитет у Хеброну је затворила војска од јануара 1988. до јуна 1991. године. Полицијски час који је трајао 24 сата дневно уведен је преко 1600 пута само у првој години. Палестинским заједницама је било искључено снабдевање водом, струјом и горивом. У било ком тренутку, 25.000 Палестинаца је било затворено у својим домовима. Дрвеће је ишчупано из корена на палестинским фармама, а продаја пољопривредних производа је била блокирана. У првој години, домови преко 1.000 Палестинаца су били срушени или блокирани. Досељеници су такође учествовали у приватним нападима на Палестинце. Палестинско одбијање да плате порез дочекивано је конфискацијом имовине и возачких дозвола, порезима на нове аутомобиле и великим казнама за сваку породицу чији су чланови идентификовани као бацачи камења.

## Губици
Само у првој години у Појасу Газе, убијено је 142 Палестинца, док ниједан Израелац није погинуо. 77 је убијено из ватреног оружја, а 37 је умрло од удисања сузавца. 17 је умрло од премлаћивања од стране израелске полиције или војника. Током целе шестогодишње интифаде, израелска војска је убила од 1.087 до 1.204 (или 1.284) Палестинаца, од којих су 241/332 била деца. Десетине хиљада је ухапшено (неки извори наводе 57.000; други 120.000), 481 је депортовано, док су 2.532 особе имале куће сравњене са земљом. Између децембра 1987. и јуна 1991. године, 120.000 је повређено, 15.000 ухапшено, а 1.882 куће срушене. Један новинарски прорачун показује да је само у Појасу Газе од 1988. до 1993. године око 60.706 Палестинаца претрпело повреде од пуцњаве, премлаћивања или сузавца. Само у првих пет недеља, 35 Палестинаца је убијено, а око 1.200 рањено. Неки су сматрали да је израелски одговор охрабрио још Палестинаца да учествују. Бецелем је израчунао да је убијено 179 Израелаца, док званична израелска статистика процењује укупан број на 200 у истом периоду. 3.100 Израелаца, од којих 1.700 војника и 1.400 цивила, претрпело је повреде. До 1990. године у затвору Кциот у Негеву био је приближно један од сваких 50 мушкараца на Западној обали и у Гази старијих од 16 година. Џералд Кауфман је приметио: „Пријатељи Израела, као и непријатељи, били су шокирани и ожалошћени реакцијом те земље на немире.“ У чланку у часопису „London Review of Books“, Џон Миршајмер и Стивен Волт тврдили су да су војницима ИДФ-а дате палице и да су подстицани да ломе кости палестинским демонстрантима. Шведска организација „Спаси децу“ проценила је да је „23.600 до 29.900 деце захтевало медицински третман због повреда од батина у прве две године Интифаде“, од којих је трећина била деца млађа од десет година.
Израел је усвојио политику хапшења кључних представника палестинских институција. Након што су адвокати у Гази штрајковали у знак протеста због немогућности да посете своје притворене клијенте, Израел је притворио заменика шефа удружења без суђења шест месеци. Др Закарија ел-Ага, шеф Медицинског удружења Газе, такође је ухапшен и задржан у притвору, као и неколико жена активних у Женским радним комитетима. Током Рамазана, многи кампови у Гази су недељама били под полицијским часом, што је становницима онемогућавало куповину хране, а Ал-Шати, Џабалија и Буреиџ су били изложени бомбардовању сузавцем. Током прве године Интифаде, укупан број жртава у камповима од таквог бомбардовања износио је 16.
Између 1988. и 1992. године, међупалестинско насиље однело је животе скоро 1.000 људи. До јуна 1990. године, према Бенију Морису, „Интифада је изгледа изгубила смер. Симптом фрустрације ПЛО-а био је велики пораст убистава осумњичених колаборациониста.“ Наводи се да је отприлике 18.000 Палестинаца, компромитованих израелском обавештајном службом, дало информације другој страни. Колаборационистима је прећено смрћу или остракизмом уколико не одустану, а ако се њихова сарадња са окупационом силом настави, погубљени су од стране специјалних трупа попут „Црних пантера“ и „Црвених орлова“. Процењује се да је од 771 (према Асошијејтед пресу) до 942 (према ИДФ-у) Палестинца погубљено због сумње на колаборацију током трајања Интифаде.

## Палестинско руководство
Интифаду није покренула ниједна особа или организација. Локално вођство је долазило од група и организација повезаних са ПЛО-ом које су деловале на окупираним територијама; Фатах, Народни фронт, Демократски фронт и Палестинска комунистичка партија. Ривали ПЛО-а у овој активности биле су исламске организације, Хамас и Исламски џихад, као и локално вођство у градовима као што су Беит Сахур и Витлејем. Међутим, Интифаду су претежно водили локални савети које су предводили Ханан Ашрави, Фајсал Хусеини и Хајдар Абдел-Шафи, који су промовисали независне мреже за образовање (илегалне школе, јер су редовне школе затворене од стране војске у знак освете), медицинску негу и помоћ у храни. Уједињено национално вођство устанка (УНЛУ) је стекло кредибилитет тамо где је палестинско друштво поштовало издата саопштења. Постојала је колективна посвећеност уздржавању од смртоносног насиља, значајно одступање од досадашње праксе, што је, према Шалеву, проистекло из прорачуна да би прибегавање оружју довело до израелског крвопролића и поткопало подршку коју су имали у израелским либералним круговима. ПЛО и њен председник Јасер Арафат су се такође одлучили за ненаоружану стратегију, очекујући да ће преговори у то време довести до споразума са Израелом. Прва интифада је била углавном мирна и ненасилна, а Мери Кинг ју је описала као „тиху револуцију“. Перлман приписује ненасилни карактер устанка унутрашњој организацији покрета и његовом капиларном досегу до суседских одбора који су осигурали да смртоносна освета не буде одговор чак ни у случају израелске државне репресије. Хамас и Исламски џихад су сарађивали са руководством на самом почетку и током прве године устанка нису извели никакве оружане нападе, осим убода ножем војника у октобру 1988. и детонације две бомбе поред пута, које нису имале никаквог ефекта.

### Заокрет ка решењу две државе
Леци који су објављивали циљеве Интифаде захтевали су потпуно повлачење Израела са територија које је окупирао 1967. године: укидање полицијског часа и контролних пунктова; позивали су Палестинце да се придруже грађанском отпору, уз молбу да не користе оружје, јер би војни отпор само изазвао разорну одмазду Израела; такође су позивали на успостављање палестинске државе на Западној обали и у Појасу Газе, напуштајући стандардне реторичке позиве, још увек актуелне у то време, на „ослобођење“ целе Палестине.

## Други значајни догађаји

### Атентат на Абу Џихада
Дана 16. априла 1988. године, вођа ПЛО-а, Халил ел Вазир, ратни надимак Абу Џихад или „Отац борбе“, убијен је у Тунису од стране израелског командоса. Израел је тврдио да је он био „главни организатор побуне на даљинско управљање“ и можда је веровао да ће његова смрт сломити кичму Интифаде. Током масовних демонстрација и жалости у Гази које су уследиле, ИДФ је упао у две главне џамије у Гази, бацио сузавац и претукао вернике. Укупно је између 11 и 15 Палестинаца убијено током демонстрација и нереда у Гази и на Западној обали који су уследили након смрти ел Вазира. У јуну те године, Арапска лига је пристала да финансијски подржава Интифаду на самиту 1988. године. Арапска лига је поново потврдила своју финансијску подршку на самиту 1989. године.
Одговор израелског министра одбране Јицака Рабина био је: „Научићемо их да постоји цена за одбијање закона Израела.“ Када време проведено у затвору није зауставило активисте, Израел је угушио бојкот наметањем високих казни и одузимањем и одлагањем опреме, намештаја и робе из локалних продавница, фабрика и домова.

### Убиства у храму 1990.
Дана 8. октобра 1990. године, израелска полиција је убила 22 Палестинца током убистава на гори код Ел-Аксе 1990. године. То је довело до тога да Палестинци усвоје смртоноснију тактику, при чему су три израелска цивила и један војник ИДФ-а избодени ножем у Јерусалиму и Гази две недеље касније. Инциденти убода ножем су се настављали. Израелски државни апарат је спроводио контрадикторне и супротстављене политике за које се сматрало да штете сопственим интересима Израела, као што је затварање образовних установа (што је довело више младих на улице) и објављивање Шин Бет листе колаборациониста. Самоубилачки бомбашки напади палестинских милитаната почели су 16. априла 1993. године бомбардовањем на раскрсници Мехола, извршеним на крају Интифаде.

## Одговор Уједињених нација
Велики број палестинских жртава изазвао је међународну осуду. У каснијим резолуцијама, укључујући 607 и 608, Савет безбедности је захтевао од Израела да обустави депортације Палестинаца. У новембру 1988. године, Израел је осудила велика већина Генералне скупштине УН због својих акција против Интифаде. Резолуција је поновљена у наредним годинама.

### Савет безбедности
Савет безбедности УН је 17. фебруара 1989. године саставио резолуцију којом се осуђује Израел због непоштовања резолуција Савета безбедности, као и због непоштовања четврте Женевске конвенције. Сједињене Државе су ставиле вето на нацрт резолуције којим би се та резолуција снажно осудила. 9. јуна, САД су поново ставиле вето на резолуцију. 7. новембра, САД су ставиле вето на трећи нацрт резолуције, осуђујући наводна кршења људских права од стране Израела.
Дана 14. октобра 1990. године, Израел је отворено изјавио да неће поштовати Резолуцију Савета безбедности 672 јер није обраћао пажњу на нападе на јеврејске вернике на Западном зиду. Израел је одбио да прими делегацију Генералног секретара која би истражила израелско насиље. Наредна Резолуција 673 није оставила велики утисак и Израел је наставио да омета истраге УН.

## Реакције и исход

### Утицај на израелско-палестински сукоб
Интифада је препозната као прилика у којој су Палестинци деловали кохезивно и независно од свог вођства или помоћи суседних арапских држава. Она је трансформисала сукоб, доприневши одржавању Мадридске конференције 1991. и потписивању споразума из Осла 1993. године.
Успех Интифаде дао је Арафату и његовим следбеницима самопоуздање које им је било потребно да умере свој политички програм. На састанку Палестинског националног савета у Алжиру средином новембра 1988. године, Арафат је освојио већину за историјску одлуку да призна легитимитет Израела, прихвати све релевантне резолуције УН које датирају од 29. новембра 1947. године и усвоји принцип решења две државе заснованог на границама из 1967. године.
Размишљајући о утицају Интифаде, бивши председник Сједињених Држава Џими Картер је написао да је „ненасилни отпор Палестинаца у Првој интифади... оспорио војну окупацију низом класичних метода које се користе на свим континентима у данашњем свету, док се људи боре за људска права и правду са бригом о вези између циљева и средстава“. Додао је да „употреба усклађене ненасилне акције нуди основу за трансформацију сукоба у изградњу мира“.
Оснивач Палестинског центра за проучавање ненасиља, Мубарак Авад, рођен у Јерусалиму, играо је главну улогу у залагању и организовању кампања грађанске непослушности против израелске окупације у годинама пре Прве интифаде. Након избијања интифаде, Израел је ухапсио и депортовао Авада 1988. године, упркос противљењу Реганове администрације. Премијер Јицак Шамир наредио је Авадово протеривање због подстицања „грађанског устанка“ и дистрибуције летака који су заговарали ненасилни отпор и грађанску непослушност.
Палестински политичар и лидер странке Палестинска национална иницијатива, др Мустафа Баргути, приписао је темеље Прве интифаде успону локалних комитета широм окупираних палестинских територија 1970-их. Тврдио је да је „Хамас постао радикализован због бруталности окупације, због насиља које је коришћено за сузбијање прве интифаде“. Баргути је тврдио да је „милитаризација“ Друге интифаде, која је почела 2000. године, била грешка и критиковао је Фатах због тога што није осудио самоубилачке бомбашке нападе у то време.

### Утицај на репутацију Израела
Интифада је разбила слику Јерусалима као уједињеног израелског града. Дошло је до невиђеног међународног извештавања, а израелски одговор је критикован у медијима и на међународним форумима. Утицај на израелски сектор услуга, укључујући важну израелску туристичку индустрију, био је изразито негативан.

### Јордан прекида везе са Западном обалом
Јордан је прекинуо своје преостале административне и финансијске везе са Западном обалом због велике народне подршке ПЛО-у. Неуспех политике „гвоздене песнице“, погоршање међународног имиџа Израела, прекидање правних и административних веза Јордана са Западном обалом и признавање ПЛО-а као представника палестинског народа од стране САД приморали су Рабина да тражи окончање насиља кроз преговоре и дијалог са ПЛО-ом.